# Jean-Baptiste André Gautier-Dagoty
Pour les articles homonymes, voir Dagoty.
Jean-Baptiste André Gautier-Dagoty, ou Gautier d'Agoty (Paris, 1740 - Paris, 1786), est un peintre français, spécialisé dans l'art du portrait.

## Biographie
Fils du graveur Jacques Gautier d'Agoty, il a quatre frères, tous artistes : Honoré-Louis, Jean-Fabien, Édouard (dont le fils Pierre-Édouard Dagoty deviendra aussi artiste), et Arnauld-Éloi Gautier-Dagoty. Chevalier de l'ordre de Saint-Jean-de-Latran, il est parfois appelé « Le Chevalier Dagoty ». Il est également l'auteur d'ouvrages laissés inachevés: Galerie des hommes et des femmes célèbres qui ont paru en France (1770), et La Monarchie française (1770).

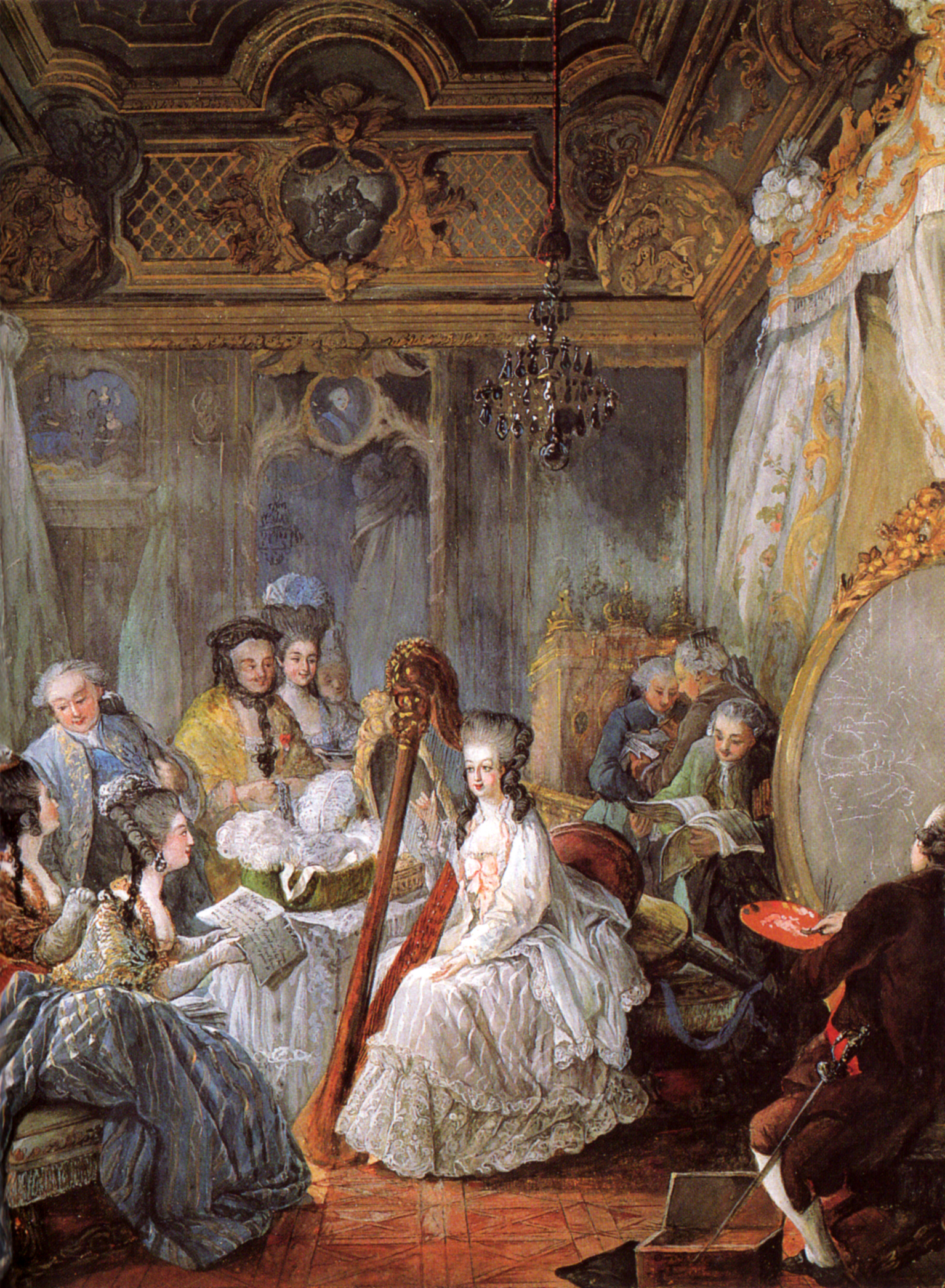
Marie-Antoinette dans sa chambre, 1776, gouache sur papier, Versailles, musée national du château.

Faisant sa carrière à Paris, il devient le protégé de Marie-Antoinette, qui lui commande un portrait pour l'envoyer à Vienne. Sitôt achevé, il est présenté dans la galerie des Glaces le 27 juillet 1775, mais reçoit un mauvais accueil de la part de la cour. Madame Campan y fait référence: « Les plus misérables artistes étaient admis à l'honneur de la peindre; on exposa dans la galerie de Versailles un tableau en pied représentant Marie-Antoinette dans toute sa pompe royale. Ce tableau destiné à la cour de Vienne et peint par un homme qui ne mérite pas d'être nommé révolta tous les gens de goût ». Ce tableau sera finalement offert par la reine au prince Georg Adam von Starhemberg en 1777, puis donné au musée national du château de Versailles par le commandant Paul-Louis Weiller en 1954. Gautier-Dagoty a aussi réalisé les portraits de la comtesse de Provence et de la comtesse d'Artois, les belles-sœurs de la reine. La majorité de ses œuvres sont aujourd'hui conservées au musée national du château de Versailles.
Gautier-Dagoty est l'auteur d'une gouache sur papier le représentant peignant la reine (il réalise le dessin du portrait de 1775), tandis que celle-ci joue de la harpe dans sa chambre en compagnie de ses amis et de sa suite. Une femme tend à la reine un billet sur lequel Gautier-Dagoty lui demande de le nommer son peintre personnel.

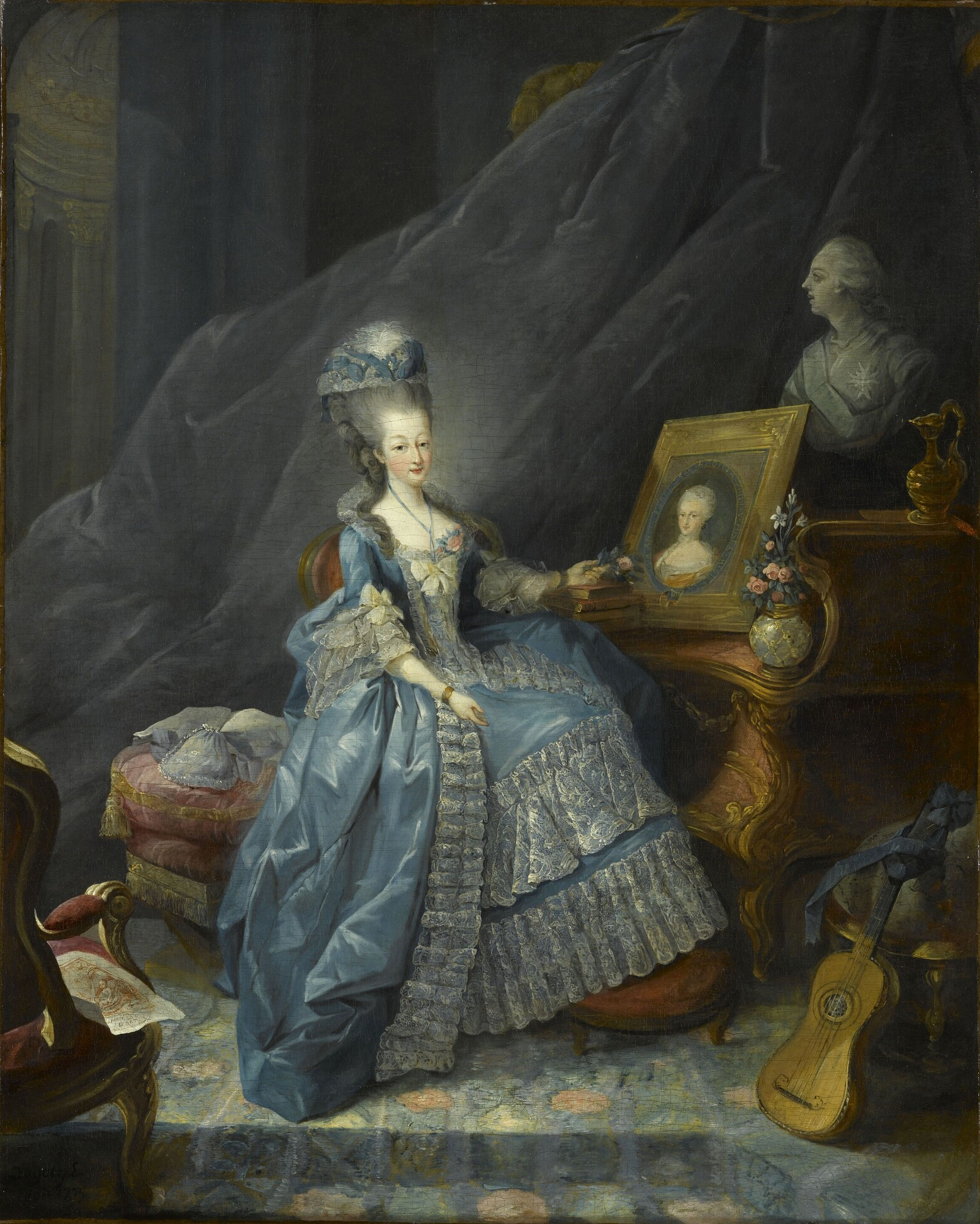
Portrait de Marie-Thérèse de Savoie[Laquelle ?]
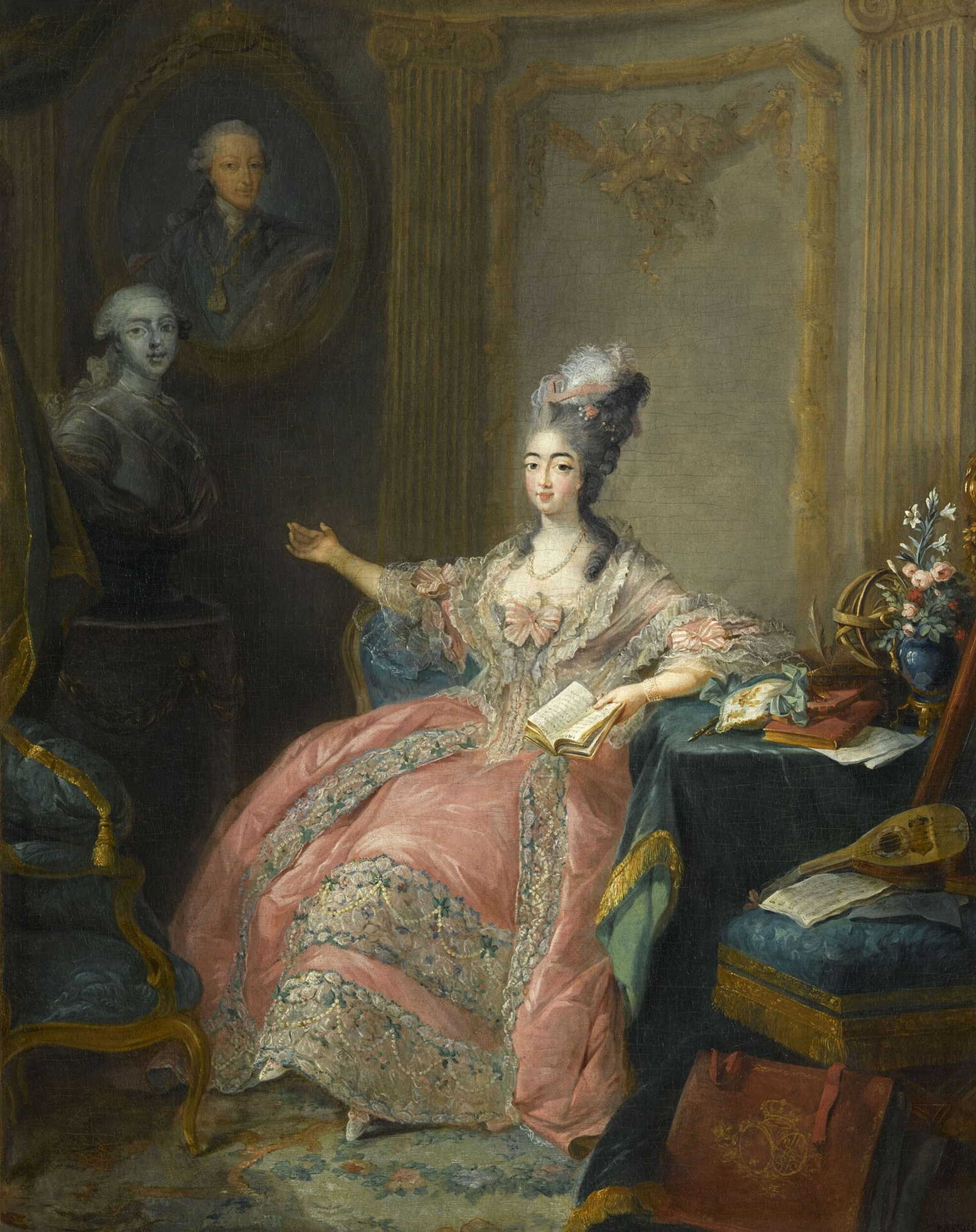
Portrait de Marie-Joséphine de Savoie
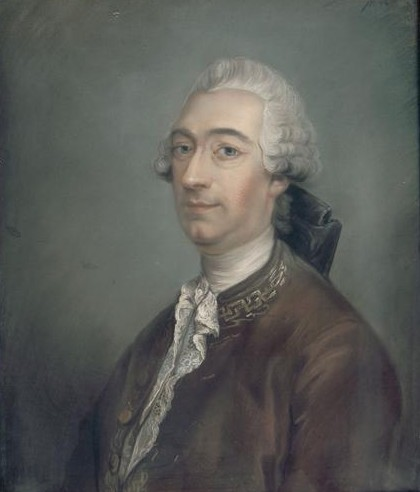
Portrait de Claude-Prosper Jolyot de Crébillon
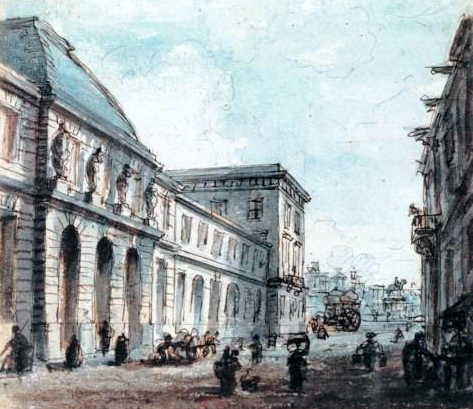
L'Hôtel des Monnaies

## Œuvres
Peintures:

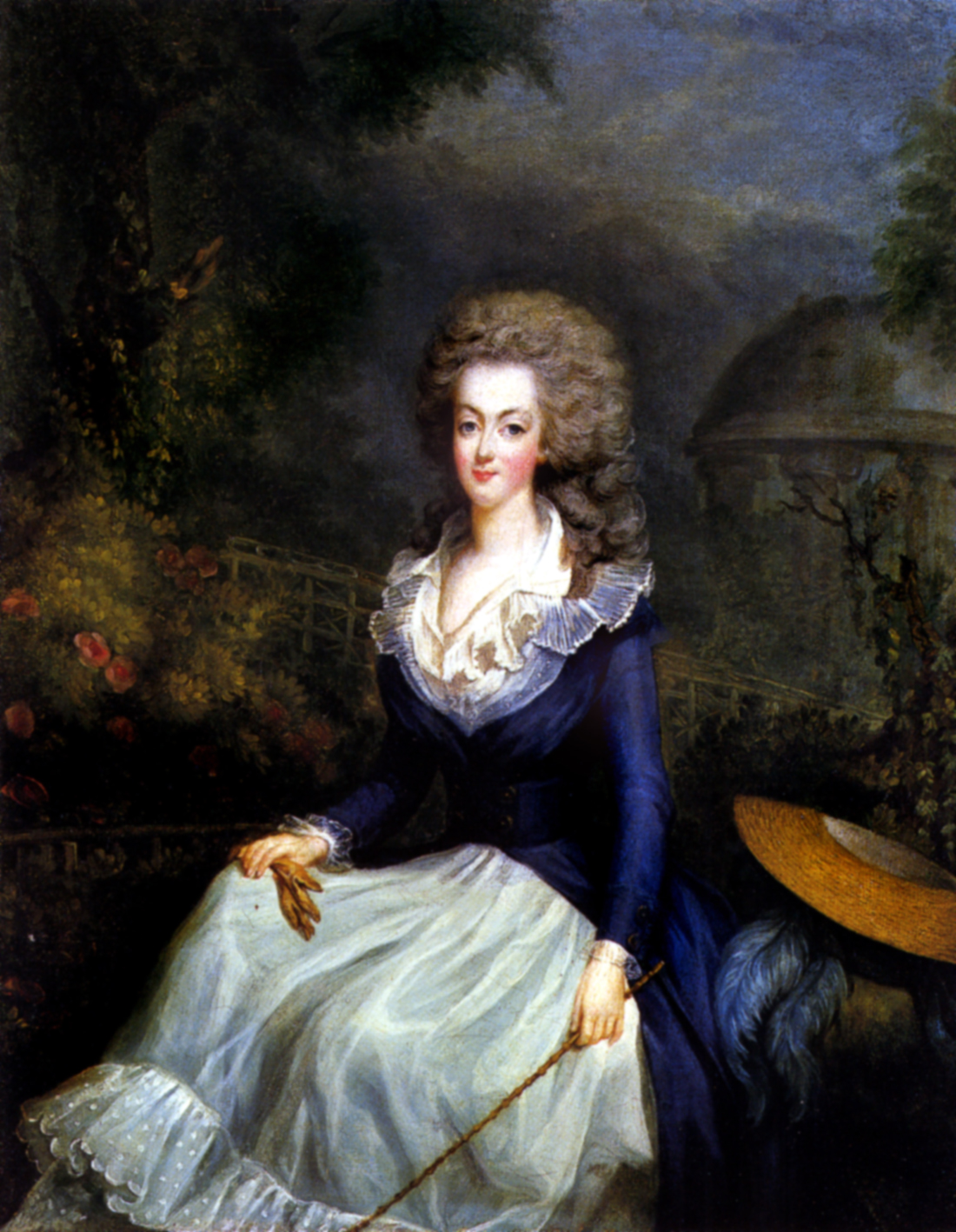
Marie Antoinette devant le temple de l'Amour, vers 1780, collection particulière.

- Portrait de Marie-Antoinette, reine de France, 1775, Versailles, musée national du château.
- Portrait de Marie-Joséphine de Savoie, comtesse de Provence, Versailles, musée national du château.
- Portrait de Marie-Thérèse de Savoie, comtesse d'Artois, 1775, Versailles, musée national du château.
- Portrait de Marie-Antoinette devant le temple de l'Amour (attribué à Jean-Baptiste André Gautier-Dagoty), vers 1780, collection particulière.
- Portrait présumé du duc et de la duchesse de Chartres, vers 1775 - 1776, Paris, musée Nissim de Camondo.
- Le contrat de mariage ou l'attente nerveuse, localisation actuelle inconnue (vente Sotheby's New-York, 26 janvier 2011, no 45)

Dessins, gouaches et pastels
- Marie-Antoinette jouant de la harpe dans sa chambre, 1776, gouache sur papier, Versailles, musée national du château.
- Portrait de Claude-Prosper Jolyot de Crébillon, dit Crébillon fils, pastel, Paris, musée du Louvre.
- Allégorie du traité de l'indépendance américaine, dessin, Paris, musée du Louvre.
- L'Hôtel des Monnaies, façade sur la rue Guénégaud, dessin et aquarelle, Paris, Bibliothèque Nationale de France.